# 奧斯頓群島
奧斯頓群島（英語：Owston Islands），是南極洲的群島，位於葛拉漢地，處於達貝爾群島以西1.9公里的克里斯塔爾灣，根據英國研究隊的測量繪入地圖，現時由南極條約體系管理。